# Ministar i pokolji
Ministar i pokolji (The minister and the massacres) knjiga je Nikolaja Tolstoja objavljena 1986. godine u Londonu. Hrvatsko izdanje iz 1991. godine dopunjeno je na temelju novih istraživanja. Obrađuje događaje u južnoj Austriji (Koruškoj) u svibnju 1945. godine. Tada je veliki broj zarobljenih vojnika i izbjeglih civila Kozaka bio izručen SSSR-u, te zarobljenih slovenskih, hrvatskih i srpskih vojnika (domobranaca, ustaša i domobrana, četnika) bio izručen Jugoslaviji, odnosno komunističkoj Jugoslavenskoj armiji. Velika većina njih nakon izručenja bili su pobijeni.  
Tolstoj tvrdi da se radilo o zavjeri među visokim britanskim časnicima i vladinim službenicima, kojom je izigrana prvotna odluka da se zarobljenici zadrže u logorima i ne izručuju. 

## Sadržaj
Hrvatsko izdanje knjige započinje zahvalama, predgovorom i predgovorom hrvatskom izdanju. Slijede poglavlja: Susret na Dravi, Bijeg jednog naroda, Dolazak Kozaka, Nastupa Harold Macmillian, Strategija prijevare, Predaja Jugoslavena, Kočevjanska jama, Predaja Kozaka, Stari se emigranti vraćaju kući, Dolazak feldmaršala, Otkrivanje dvostruke zavjere, Pitanje motiva. Na kraju knjige su bilješke, kronologija događaja i kazalo imena.

## Samo usputno o Bleiburgu
Važno je međutim napomenut da se njegovi prigovori ne odnose na predaju glavnine vojske
NDH i mnogih Hrvata civila, koji su se predali kod Bleiburga 15. svibnja. Oni formalno nikada i nisu bili britanski zarobljenici i Tolstoj smatra opravdanim britansku odluku da ne prime njihovu predaju, nego ih predaju Jugoslavenskoj armiji koja ih je vratila na područje Jugoslavije. Tolstoj žali zbog masakra koji je uslijedio, smatra ga zločinom i iznosi nekoliko svjedočenja o tome, ali ne smatra da Britanci tu snose neku krivicu (str 105-107). Njegove optužbe se odnose na one koji su se stvarno predali Britancima i već bili u njihovim zarobljeničkim logorima, a zatim su isporučeni Jugoslaviji. Među njima je bilo i Srba (četnika), i Slovenaca, i Hrvata.

## Sudska osuda
Jedan od optuženika bio je Toby Low, načelnik štaba britanskog Petog Korpusa, koji je kasnije postao lord Aldington. U jednom intervjuu nakon izlaska knjige grof Tolstoj i poduzetnik iz Kenta Nigel Watts nazvali su ga ratnim zločincem. Lord Aldington je podigao tužbu za klevetu. Tolstoj je osuđen na globu od milijun i pol funti te na plaćanje troškova od još milijun funti, dok je knjiga u cijeloj Velikoj Britaniji zabranjena i povučena iz prodaje i iz knjižnica. 
Suočen s novčanom propašću, ali ne odustajući od nastojanja da dokaže istinitost svoga viđenja tragičnih zbivanja, grof Tolstoj u međuvremenu je prikupio nove dokaze i svjedočanstva te ih velikim dijelom uključio u hrvatsko izdanje iz 1991.
U hrvatskoj literaturi posvećenoj bleiburškoj tragediji često se izražava zahvalnost Nikolaju Tolstoju i žaljenje i ogorčenost zbog donesene presude. On je posjetio Hrvatsku i sudjelovao na Drugom međunarodnom simpoziju o Bleiiburgu i Križnom putu u Zagrebu, 14-15. svibnja 1994.
Treba međutim spomenuti da se presuda odnosila samo na ulogu Tobyja Lowa. Sud je zaključio da je on, suprutno Tolstojevim tvrdnjama, postupao u skladu s dobivenim naređenjima. Da li su ta naređenja bila opravdana pravno, moralno i politički, sud nije procjenjivao.

## Četnički apologet
Međutim, onaj koji je knjigu pročitao, mora se upitati da li su je ikada pročitali oni Hrvati, koji Tolstoja toliko hvale. Tolstoj, naime, među onima koji su izručeni "titoistima" najviše pažnje pridaje srpskim četnicima, dosta i slovenskim domobrancima, a Hrvate spominje samo usput. I ne samo da izručivanje četnika smatra zločinom, nego ih stalno hvali, na način koji je notorna velikosrpska propaganda! 
Više puta ponavlja tvrdnju da su se četnici 
»lojalno borili na britanskoj i savezničkoj strani« (Tolstoj, str. 153). Ne smatra to potrebnim argumentirati, kao da se radi o nečem samorazumljivom i općepoznatom. Čak štoviše, četnici su branili zapadnoeuropsku kulturu: »Nikad nisu sumnjali u konačnu pobjedu Saveznika, niti da je obrana europskih kulturnih, religioznih i političkih institucija od barbarske najezde istočnog totalitarizma saveznički interes.« (str. 135) Po Tolstoju, Draža Mihailović je bio glavni organizator i vođa otpora okupatoru u cijeloj Jugoslaviji, dok su komunisti samo terorizirali narod po selima. Partizani su na prijevaru ojačali tek 1943, kada su se podlo dočepali talijanskog oružja, nakon što je Italija kapitulirala. (str. 42)
Prva scena koju koju u knjizi opisuje je predaja 12.000 četnika pod komandom generala Damjanovića, plus civili (i žene i djeca), koji su se 3. svibnja 1945. predali Novozelanđanima blizu Trsta. Oni su svi izgledali "kao izvrsni vojnici", svi su imali automatsko oružje (!), izgledali su svježi, dobro uhranjeni, a ne poput kakve "partizanske horde". 
Dotični je pak Damjanović (koji je još od prethodne jeseni pred tim hordama bježao, iz Srbije kroz Bosnu, Hrvatsku i Sloveniju sve do Trsta, tisuću kilometara s ovako fino uhranjenom i izvrsno naoružanom vojskom!), bio "chef de cabinet" (četnici, naravno, svi govore francuski!) generala Milana Nedića. Bio je dakle otvoreni kvisling, jer Nedić je bio na čelu "Vlade narodnog spasa" koju su imenovali Nijemci. 
Ujedno je međutim, gle čuda, bio i "pouzdanik u administraciji rojalističkog vođe otpora generala Mihailovića"! Tolstoj ovo konstatira kao da se radi o nečem sasvim normalnom, da netko bude suradnik okupatora i borac otpora istovremeno!
Damjanović tvrdi Novozelandskim časnicima, koji ništa ne znaju o situaciji u Jugoslaviji, da su oni "kraljevska vojska", vjerna kralju Petru. On i njegovi vojnici, koji su po Tolstoju svi "čestiti i iskreni", bili su uvjereni da će ih zapadni saveznici s veseljem prihvatiti, dodatno nahraniti i naoružati, i da će se kao njihovi saveznici vratiti natrag i boriti protiv komunista. Bili su šokirani saznavši da takav rat nije u planu. (Tolstoj, str. 31-33 i 37) (Damjanović je međutim sasvim sigurno već znao, a trebao bi znati i Tolstoj, da je kralj  Petar već gotovo godinu dana ranije preko radija uputio svoje pristaše da surađuju s partizanima, a u ožujku priznao Josipa Broza Tita kao predsjednika svoje vlade, a njegovu Jugoslavensku armiju kao svoju vojsku.)
Tolstoju se iz čista mira priviđaju zastave nezavisne Slovenije u Ljubljani (zajedno sa zastavom nacističke Njemačke!), početkom svibnja 1945, neposredno prije povlačenja Nijemaca. Slovenci su eto mirno živjeli, a onda je pred komunističkim banditima ni manje ni više nego "čitavoj jednoj naciji zaprijetilo istrebljenje". (str. 39) Slovenija je međutim bila pripojena Njemačkom Reichu, i Slovenci su bili određeni za istrebljenje ili ponjemčivanje. 
Čitamo dalje o uvjerenju slovenskih i srpskih rodoljuba kako će se lako vratiti i smlaviti titoiste, te "šugave pse", koje su ranije "u tolikim bitkama rastrgali na komadiće" (str. 48). Čitamo i čekamo da se pojave Hrvati; i prvi put se oni spominju na 56. stranici: saznajemo, usput, u poglavlju u kojem Tolstoj hvali Kozake (koji podjednako vole "vjersku službu" kao i "pijane orgije", pjevanje korala i plesanje kozačkih plesova) da "katolički hrvatski ustaše pustoše pravoslavne crkve"! 
Kasnije, kada opisuje događaje na Bleiburškom polju, Tolstoj se gnuša komunističkih zločina i za Hrvate pokazuje suosjećanje, ali ne i poštovanje. Tako npr. upada u oči kontrast između opisa junačkog četničkog generala Damjanovića i kukavičkog hrvatskog generala Herenčića. (str 109)
Tolstoj jasno razlikuje Hrvate od "Jugoslavena". Jugoslaveni su mu glavni, njih nije trebalo izručiti, a za Hrvate ima tek malo usputno sažaljenja. (str. 111-112)

## Zaključak
Tolstoj je dozvolio da ga mržnja prema komunistima zaslijepi, što nažalost oduzima vjerodostojnost njegovom povjesničarskom radu u cjelini, iako su mnoge činjenice koje iznosi točne; nastupa kao ideolog, a ne kao znanstvenik, pa sve, što iznosi pada pod sumnju. Ne može se pomiriti s tim da su zapadni saveznici Titove partizane, kao i SSSR, primili za saveznike, i nisu odmah nakon uništenja Nijemaca (ili možda prije) nastavili rat za uništenje komunizma. Glavni motiv njegovog pisanja je bila osuda izručivanja Kozaka, koji su pobjegli pred komunizmom iz Rusije pa su sada bježali opet. Otuda, valjda, i simpatija za četnike, koji s Kozacima imaju nekih sličnosti (odanost caru odnosno kralju,  surovost prema njegovim buntovnim podanicima, pravoslavlje, ljubav za "pijanim orgijama"). Hrvati tu dolaze tek usput. Krenuo je u bijesnu kampanju, bio osuđen pred sudom, i može se sumnjati da li je Hrvatima zaista iole pomogao (jer je ipak iznio niz činjenica) ili je širenju istine o zločinima čiji je simbol Bleiburg samo odmogao.